# Party Monster (canção)
"Party Monster" é uma canção do artista musical canadense The Weeknd, contida em seu terceiro álbum de estúdio Starboy (2016). Foi composta e produzida pelo próprio em conjunto com Ben Billions e Doc McKiney, com escrita adicional de Lana Del Rey, que também fornece vocais de apoio. A sua gravação ocorreu em 2016 nos Conway Recording Studios em Los Angeles, Califórnia. Originalmente disponibilizada de forma promocional em 18 de novembro de 2016, juntamente com "I Feel It Coming", a faixa foi enviada para rádios urban estadunidenses em 6 do mês seguinte, através das gravadoras XO e Republic, servindo como o terceiro single do disco.

## Composição
De acordo com a partitura publicada no Musicnotes.com, "Party Monster" foi composta no tom de mi bemol menor, com um ritmo de 77 batidas por minuto. A canção possui uma sequência de acordes formada pelas notas mi bemol menor, ré bemol maior e dó bemol maior como sua progressão harmônica.

## Vídeo musical
O vídeo musical de "Party Monster" estreou em 12 de janeiro de 2017 e foi dirigido por BRTHR. A revista Rap-Up descreveu sua sinopse: "Começa com Abel Tesfaye [The Weeknd] ao volante, dirigindo pelo deserto antes da psicodelia entrar em cena e tudo ficar embaçado. Com imagens religiosas e sensuais piscando rapidamente, The Weeknd é transportado para um mundo cheio de fogo e um neon tipo pesadelo, onde zumbis se beijam enquanto comem um bolo do globo ocular. Quando o vídeo explosivo retorna, ele retoma visuais anteriores como 'Starboy' e as imagens [do curta] Mania de Abel, particularmente as imagens da cruz de neon e da pantera. Em uma cena, a pantera salta para fora de uma televisão, fazendo The Weeknd afundar em sua cama. Enquanto rostos continuam a derreter em torno dele, perto do final do vídeo, ele está de volta na estrada. De forma imprudente, ele dirige em alta velocidade, antes de ver um carro cair de um penhasco".

## Faixas e formatos
| Download digital |                 |         |  |
| N.º              | Título          | Duração |  |
| 1.               | "Party Monster" | 4:29    |  |

## Créditos
Todo o processo de elaboração de "Party Monster" atribui os seguintes créditos:
Gravação
- Gravada em 2016 nos Conway Recording Studios (Los Angeles, Califórnia)
- Mixada nos Larrabee Studios (North Hollywood, Califórnia)
- Masterizada nos Sterling Sound (Nova Iorque)

Publicação
- Publicada pelas empresas Songs Music Publishing, em nome da Songs of SMP (ASCAP), Benkamin Diehl Publishing Designee e Mykai Music (ASCAP) — administradas pela Kobalt Music Group Ltd., WB. Music Corp. (ASCAP), Sal & Co (SOCAN) e Sony ATV (ASCAP)
- A participação de Lana Del Rey é uma cortesia das gravadoras Polydor UK, Universal Music GMBH e Interscope Records

Produção
| - The Weeknd: composição, produção, vocalista principal, vocalista de apoio - Doc McKinney: composição, produção, engenharia - Ben Billions: composição, produção, engenharia - Ahmad Balshe: composição - Lana Del Rey: composição, vocalista de apoio - Josh Smith: engenharia | - Manny Marroquin: mixagem - Chris Galland: engenharia de mixagem - Jeff Jackson: assistência de engenharia de mixagem - Robin Florent: assistência de engenharia de mixagem - Tom Coyne: masterização - Aya Merrill: masterização |

## Desempenho nas tabelas musicais
| Tabela musical (2016)                                  | Melhor posição |
| ------------------------------------------------------ | -------------- |
| Alemanha (Media Control Charts)                        | 34             |
| Austrália (ARIA Charts)                                | 33             |
| Áustria (Ö3 Austria Top 40)                            | 40             |
| Canadá (Canadian Hot 100)                              | 8              |
| Dinamarca (Tracklisten)                                | 16             |
| Escócia (The Official Charts Company)                  | 51             |
| Eslováquia (IFPI Slovenská Republika)                  | 10             |
| Estados Unidos (Billboard Hot 100)                     | 16             |
| Estados Unidos (Top R&B/Hip-Hop Songs)                 | 8              |
| Estados Unidos (Rhythmic Songs)                        | 1              |
| França (Syndicat National de l'Édition Phonographique) | 88             |
| Irlanda (Irish Recorded Music Association)             | 21             |
| Itália (Federazione Industria Musicale Italiana)       | 70             |
| Líbano (The Official Lebanese Top 20)                  | 12             |
| Noruega (VG-lista)                                     | 5              |
| Nova Zelândia (NZ Top 40 Singles)                      | 27             |
| Países Baixos (MegaCharts)                             | 27             |
| Portugal (Associação Fonográfica Portuguesa)           | 12             |
| Reino Unido (UK Singles Chart)                         | 17             |
| Reino Unido (UK R&B Singles Chart)                     | 3              |
| Chéquia (IFPI Česká Republika)                         | 11             |
| Suécia (Sverigetopplistan)                             | 26             |
| Suíça (Schweizer Hitparade)                            | 21             |

| Tabela musical (2017)                  | Posição |
| -------------------------------------- | ------- |
| Canadá (Canadian Hot 100)              | 91      |
| Estados Unidos (Top R&B/Hip-Hop Songs) | 56      |
| Estados Unidos (Rhythmic Songs)        | 22      |

| País (Empresa)             | Certificação |
| -------------------------- | ------------ |
| Austrália (ARIA)           | Ouro         |
| Canadá (Music Canada)      | 4× Platina   |
| Dinamarca (IFPI Dinamarca) | Ouro         |
| Estados Unidos (RIAA)      | 2× Platina   |
| Noruega (IFPI Noruega)     | Ouro         |
| Reino Unido (BPI)          | Prata        |

## Histórico de lançamento
| País           | Data                   | Formato          | Gravadora    |
| -------------- | ---------------------- | ---------------- | ------------ |
| Mundo          | 18 de novembro de 2016 | Download digital | XO, Republic |
| Estados Unidos | 6 de dezembro de 2016  | Rádios urban     | XO, Republic |
| Estados Unidos | 13 de dezembro de 2016 | Rádios rhythmic  | XO, Republic |